# Provincia de Mukdahan
Mukdahan (en tailandés: มุกดาหาร) es una de las setenta y seis provincias que conforman la organización territorial del Reino de Tailandia.

## Geografía
La provincia está situada en el valle del Mekong. En el oeste de la provincia se encuentran las montañas Phan Phu, que están cubiertas de densos bosques. Posee fronteras con Laos.

## Divisiones Administrativas

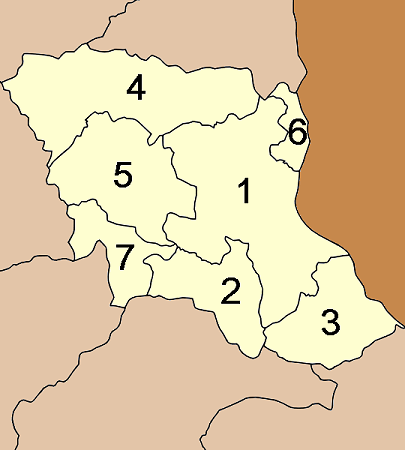
Distritos de la provincia.

Esta provincia tailandesa se encuentra subdividida en una cantidad de distritos (amphoe) que aparecen numerados a continuación:
- 1. Mueang Mukdahan
- 2. Nikhom Kham Soi
- 3. Don Tan
- 4. Dong Luang
- 5. Khamcha-i
- 6. Wan Yai
- 7. Nong Sung

## Demografía
La provincia abarca una extensión de territorio que ocupa una superficie de unos 9.339,8 kilómetros cuadrados, y posee una población de 310.718 personas (según las cifras del censo realizado en el año 2000). Si se consideran los datos anteriores se puede deducir que la densidad poblacional de esta división administrativa es de 72 habitantes por kilómetro cuadrado aproximadamente.

## Provincias vecinas
| Noroeste: Sakon Nakhon | Norte: Nakhon Phanom |                         |
| Oeste: Kalasin         |                      | Este: Savannakhet, Laos |
| Suroeste: Roi Et       | Sur: Yasothon        | Sureste: Amnat Charoen  |